# Steffi Duna
 (juin 2012).
Si vous disposez d'ouvrages ou d'articles de référence ou si vous connaissez des sites web de qualité traitant du thème abordé ici, merci de compléter l'article en donnant les références utiles à sa vérifiabilité et en les liant à la section « Notes et références ».
Steffi Duna, de son vrai nom Stephanie Berindey, est une actrice, chanteuse et danseuse d'origine hongroise, née à Budapest (Hongrie, alors Empire d'Autriche-Hongrie) le 8 février 1910, morte à Beverly Hills (Californie, États-Unis) le 22 avril 1992.

## Biographie
Sous le pseudonyme de Steffi Duna, alors qu'elle réside au Royaume-Uni, elle débute au cinéma dans deux films britanniques tournés en 1932 (le second sort en janvier 1933). Le premier est The Indiscretions of Eve, avec Jessica Tandy — qui débute également au cinéma dans ce film —. Puis, cette même année 1932, elle émigre aux États-Unis, où elle s'installe définitivement. Hormis une coproduction italo-britannique en 1936 (le film musical Pagliacci, d'après l'opéra éponyme de Ruggero Leoncavallo), elle contribue à vingt-quatre films américains (souvent dans des seconds rôles "exotiques", notamment de type hispanique), le premier sorti en 1934. L'un des plus connus est un autre film musical de 1936, Le Danseur pirate, entièrement tourné en Technicolor, où elle tient le premier rôle féminin, aux côtés de Charles Collins (en) et Frank Morgan ; elle y chante et danse, ayant reçu une formation de danseuse dans sa jeunesse, en Hongrie.
Si elle participe surtout à des productions de la RKO Pictures, Steffi Duna travaille également pour d'autres compagnies hollywoodiennes : Metro-Goldwyn-Mayer (ex : La Valse dans l'ombre de 1940), Paramount Pictures, Republic Pictures, 20th Century Fox et Warner Bros. (ex : Anthony Adverse de 1936), sans compter quelques productions indépendantes.
Pour son unique apparition au théâtre à Broadway (New York), elle interprète Polly Peachum lors de la création américaine de L'Opéra de quat'sous de Kurt Weill (musique) et Bertolt Brecht (livret), en 1933.
En 1940, année où elle épouse en secondes noces l'acteur américain Dennis O'Keefe (dont elle restera veuve au décès de celui-ci en 1968), Steffi Duna se retire définitivement.

## Filmographie
Films américains, sauf mention contraire
- 1932 : The Indiscretions of Eve de Cecil Lewis (film britannique)
- 1933 : The Iron Stair de Leslie S. Hiscott (film britannique)
- 1934 : Man of Two Worlds (en) de J. Walter Ruben
- 1934 : Let's Try Again (en) de Worthington Miner (en) (scènes coupées au montage)
- 1934 : La Cucaracha, court métrage de Lloyd Corrigan
- 1934 : Red Morning (en) de Wallace Fox
- 1935 : Une étrange aventure (en) (One New York Night) de Jack Conway
- 1935 : La Fiesta de Santa Barbara, court métrage de Louis Lewyn (caméo, elle-même)
- 1935 : Le Gaucho (en) (Hi, Gaucho !) de Thomas Atkins

- 1936 : I Conquer the Sea! (en) de Victor Halperin

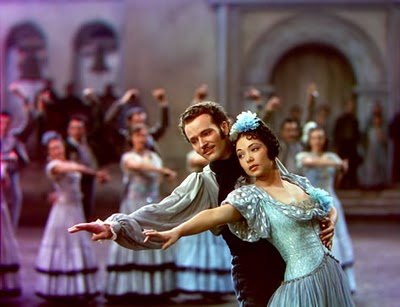
Le Danseur pirate (1936), autre vue, avec Steffi Duna et Charles Collins

- 1936 : Le Danseur pirate (Dancing Pirate) de Lloyd Corrigan
- 1936 : Anthony Adverse de Mervyn LeRoy
- 1936 : Pagliacci de Karl Grune (coproduction italo-britannique)
- 1937 : Escape by Night (en) d'Hamilton MacFadden
- 1938 : Joyeux Gitans (Rascals) de H. Bruce Humberstone
- 1938 : Trompe-la-mort (en) (Flirting with Fate) de Frank McDonald
- 1939 : La Dame de Panama (Panama Lady) de Jack Hively
- 1939 : The Girl and the Gambler (en) de Lew Landers
- 1939 : Way Down South de Leslie Goodwins et Bernard Vorhaus
- 1939 : The Magnificent Fraud (en) de Robert Florey
- 1939 : Hitler - Beast of Berlin (en) de Sam Newfield
- 1939 : La Loi de la pampa (en) (Law of the Pampas) de Nate Watt
- 1940 : The Marines Fly High (en) de Benjamin Stoloff et George Nichols Jr.
- 1940 : La Valse dans l'ombre (Waterloo Bridge) de Mervyn LeRoy
- 1940 : Phantom Raiders de Jacques Tourneur
- 1940 : Gouverneur malgré lui (The Great McGinty) de Preston Sturges
- 1940 : River's End (en) de Ray Enright
- 1940 : Girl from Havana (en) de Lew Landers

## Théâtre (à Broadway)
- 1933 : L'Opéra de quat'sous (titre original : Die Dreigroschenoper ; titre anglais : Threepenny Opera), opéra sur une musique de Kurt Weill et un livret original de Bertolt Brecht, adapté par Gifford Cochran et Jerrold Krimsky, avec Burgess Meredith (création américaine)